# MoMad
Die MoMad Metrópolis ist eine internationale Modemesse Salón Internacional del Textil, Calzado y Complementos in der spanischen Hauptstadt Madrid. Die Fachmesse findet zweimal jährlich im Februar und September statt.
Die Eventos de Moda en Madrid (MoMad) ist auf dem Messegelände Feria de Madrid beheimatet und  in vier Messehallen mit den Ausstellungsgruppen Damen- und Herrenbekleidung, Schuhe, Taschen und Lederwaren, Schmuck und Zubehör aufgeteilt.
MoMad zählt mit rund 1000 internationalen Markenausstellern und rund 110.000 Besuchern und 21.100 Facheinkäufern aus 70 Ländern zu den größten Veranstaltungen der Modebranche in Spanien. Gegenüber dem Vorjahr nahm die Besucheranzahl um rund 21 % zu. Rund 300 akkreditierte Fachjournalisten besuchen die MoMad an den drei Messetagen und berichten in 67 internationale Modezeitschriften von den Neuheiten der Messe. Zum Rahmenprogramm der MoMad gehört auch die Modenschau der Mercedes-Benz Fashion Week, die jedoch von  International Management Group organisiert wird.
Fachbesucher bezahlen keinen Eintritt. Einkäufer/Wiederverkäufer können auf Einladung oder mit Legitimierung an der Messe teilnehmen.